# Харпштедт-Нинбург
Харпштедт-Нинбургская культура (сокращённо ХН) — условное обозначение группы археологических находок железного века на северо-западе Германии в так называемом Геестском поясе между Эмсом и средней Эльбой. Культура занимает промежуточное положение между Южно-Центральной Европой, в то время кельтской, где были распространены крупные, городоподобные поселения (так называемые оппиды), с богатым слоем знати, поддержкой интенсивных контактов со средиземноморским регионом и признаками высокой культуры — и северо-востоком Европы между устьем Везера и нижней Эльбой, где была распространена ясторфская культура (германцы) и где со времени бронзового века произошли незначительные изменения, был низкий уровень материального хозяйства, незначительное расслоение.
Находки ХН культуры неоднородны как в пространстве, так и во времени. В связи с этими различиями дополнительно выделяются «группа Эмс-Хунте» на западе и «группа Нинбург» на востоке. Особенно заметно различие между формами домов: в западной области были распространены двухнефовые дома, а на востоке и на севере — трёхнефовые длинные дома, которые несколько столетий спустя развились в фахверковые дома-стойла (дома с огромным внутренним помещением-«залом»). В двух- или трёхнефовых домах люди проживали вместе со своим домашним скотом. Структура дворов в поселениях этой культуры до настоящего времени сохраняется в крестьянском быту к западу от реки Везер.
Наблюдалось влияние со стороны юга — слабое во времена гальштатской культуры, сильное во времена латенской. В III веке до н. э. на юге ХН культуры появляются первые крепости.
В то же время изменился и культ мёртвых. Мёртвых обычно кремировали. В раннем и позднем железном веке пепел складывали в урну, которую погребали на погребальном поле, служившим для этой цели уже со времён бронзового века. Позднее мёртвых стали сжигать в совершенно ином месте на специальном погребальном костре, а затем поверх места сожжения насыпался погребальный холм. При этом погребальные курганы данной культуры — существенно меньше, чем в других регионах.
Сторонники спорной гипотезы о северо-западном блоке археологических культур, куда они включают и ХН, полагают, что данные культуры были германизированы лишь в поздние времена, причём германизация началась с верхнего правящего слоя, а до этого они говорили на неизвестном индоевропейском языке, предположительно венетском.